# Nationaal Actie Plan (NAP) 1325
Het Nationaal Actie Plan (NAP) 1325 partnerschap werkt aan een wereld waarin vrouwen en meisjes gelijkwaardig en betekenisvol deelnemen aan besluitvorming over vrede en veiligheid. Het streeft naar duurzame vrede, gelijke ontwikkelingskansen voor iedereen en een einde aan conflictgerelateerd geweld tegen vrouwen, mannen, meisjes en jongens.
Het NAP 1325 is een samenwerkingsverband tussen de ministeries van Buitenlandse Zaken, Defensie, Onderwijs, Cultuur en Wetenschap, Justitie en Veiligheid en meer dan 70 maatschappelijke organisaties in Nederland. Dit varieert van grote (internationale) ontwikkelingsorganisaties tot kleinschalige migranten-, vrouwen- en vredesorganisaties. Onder meer WO=MEN Dutch Gender Platform, Oxfam Novib, Cordaid, Hivos, Nederlandse Vrouwen Raad, PAX, PLAN International werken mee als ondertekenaar van NAP 1325.
Het NAP 1325 bevat de gezamenlijke toezeggingen om Resolutie 1325 van de VN-Veiligheidsraad en de opeenvolgende resoluties te implementeren, evenals andere internationale verplichtingen en toezeggingen op het gebied van 'Vrouwen, Vrede en Veiligheid'. Zoals CEDAW General Recommendation 30 en het VN Wapenhandelsverdrag.
Met het Nationaal Actie Plan 1325 heeft de Nederlandse overheid en maatschappelijke organisaties zich gecommitteerd aan het ondersteunen van vrouwen, mannen en jongeren in door conflicten getroffen landen en in Nederland bij hun inspanningen voor inclusieve vrede en veiligheid. De 'ondertekenaars' van het NAP 1325 doen dit in nauwe samenwerking met Nederlandse missies en lokale vrouwenorganisaties, mensenrechtenverdedigers en vredesopbouwers in (post)conflictlanden, en met migrantengemeenschappen en instellingen in Nederland.

## Visie en doelen
De visie van NAP 1325 is een wereld van duurzame vrede, veiligheid en ontwikkeling voor iedereen, waarin gelijke participatie van vrouwen en meisjes vanzelfsprekend is. Het NAP1325-partnerschap draagt nationaal en internationaal bij aan vijf doelen:
1. Participatie
2. Preventie
3. Bescherming
4. Hulp, wederopbouw en herstel
5. Women, Peace and Security (WPS) mainstreaming

## Database
De database van de NAP 1325-gemeenschap is een groeiende verzameling van geschreven, visueel en audiomateriaal van de NAP 1325-gemeenschap. De database draagt bij aan het vergroten van onze collectieve kennis en vaardigheden, zodat wij en onze partners wereldwijd gezamenlijk beter worden in het implementeren van de Women, Peace and Securityn-agenda.